# Aeroportul Tapuruquara
Aeroportul Tapuruquara (IATA: IRZ, ICAO: SWTP) este un aeroport din Santa Isabel do Rio Negro, Amazonas, Brazilia ce deservește zona Santa Isabel do Rio Negro. Aeroportul a fost tranzitat în 2022 de 33 de pasageri.
Situat la o altitudine de 68 m, aeroportul dispune de 1 pistă.

## Infrastructură

### Piste
Aeroportul dispune de o singură pistă. Pista 9/27 are suprafața de asfalt și dimensiunile 1.200 m × 30 m. 